# Баташов Павло Васильович
Павло Васильович Баташов (26 червня 1886, місто Тула, тепер Російська Федерація — 1971, тепер Російська Федерація) — радянський діяч, відповідальний секретар Свердловського, Челябінського та Сарапульського окружних комітетів ВКП(б). Член Центральної контрольної комісії ВКП(б) у 1925—1927 роках. Кандидат у члени ЦВК СРСР 3-го скликання.

## Життєпис
Народився в родині робітника. Закінчив початкову чотирикласну школу. З 1899 року — учень слюсаря, потім слюсар на самоварній фабриці. 
Член РСДРП (меншовиків) з 1905 по 1912 рік. Декілька разів був заарештований за революційну діяльність.
У 1907—1911 роках служив у російській імператорській армії. З 1911 року працював слюсарем у кустаря-підприємця.
Член РСДРП(б) з 1912 року.
У червні 1914 року переїхав до Петрограда, де влаштувався токарем на завод «Вулкан». У квітні 1916 року заарештований за революційну діяльність, у вересні 1916 року зарахований до маршової роти російської армії для відправлення на фронт. У жовтні 1916 року визнаний непридатним до стройової служби та відправлений на роботу на Лисьвенський металургійний завод Пермської губернії.
З березня по травень 1917 року — секретар, з травня 1917 по квітень 1918 року — голова Лисьвенської ради робітничих депутатів Пермської губернії.
З квітня по грудень 1918 року — військовий комісар Лисьви та Лисьвенського повіту. З січня по листопад 1919 року — військовий комісар Пермського повіту. З листопада 1919 по квітень 1920 року — помічник військового комісара Єнісейської губернії.
У травні 1920 — червні 1922 року — відповідальний секретар Лисьвенського районного комітету РКП(б) Пермської губернії.
У червні 1922 — квітні 1923 року — завідувач організаційного відділу Пермського губернського комітету РКП(б).
У квітні — листопаді 1923 року — відповідальний секретар Єкатеринбурзького повітового комітету РКП(б).
У грудні 1923 — 1924 року — 2-й секретар Уральського обласного комітету РКП(б).
У 1924—1925 роках — відповідальний секретар Свердловського окружного комітету РКП(б).
У жовтні 1925 — грудні 1927 року — відповідальний секретар Челябінського окружного комітету ВКП(б).
У січні 1928 — травня 1929 року — заступник голови виконавчого комітету Уральської обласної ради.
У травня 1929 — серпні 1930 року — відповідальний секретар Сарапульського окружного комітету ВКП(б).
У серпні 1930 — серпні 1931 року — відповідальний секретар Пермського міського комітету ВКП(б) Уральської області.
У вересні 1931 — жовтні 1935 року — відповідальний (1-й) секретар Дзержинського міського комітету ВКП(б) (Нижньогородського (Горьковського) краю. З жовтня 1935 року тривалий час перебував на лікуванні.
У листопаді 1937 — травні 1938 року — голова виконавчого комітету Дзержинської міської ради Горьковської області. Потім не працював за станом здоров'я. 
У жовтні 1938 року заарештований за «зв'язок із ворогами народу», перебував у Горьковській міській в'язниці. У лютому 1940 року звільнений із в'язниці у зв'язку із припиненням справи.
Під час німецько-радянської війни в 1942—1945 роках — політичний керівник (політрук) Дзержинського евакуаційного госпіталю Горьковської області.
З 1945 року — на пенсії.
Помер у 1971 році.

## Нагороди
- медаль «За перемогу над Німеччиною у Великій Вітчизняній війні 1941—1945 рр.»